# Jesse McCartney
Jesse Abraham Arthur McCartney (Ardsley, Nueva York, 9 de abril de 1987) es un cantautor y actor estadounidense. Alcanzó la fama a principios de los años 2000 como el miembro más joven de una banda llamada Dream Street. Apareció en All My Children y Law & Order, y posteriormente coprotagonizó Summerland, además de participar en varias series estadounidenses.

## Biografía
Jesse McCartney proviene de una familia de artistas, Scott McCartney, su padre, y Ginger, su madre, ambos han actuado en teatros de su comunidad por lo que hizo crecer el interés en Jesse. Tiene dos hermanos menores, Lea y Tim McCartney.
Se casó en el año 2021 con la actriz Katie Peterson.

## Carrera actoral

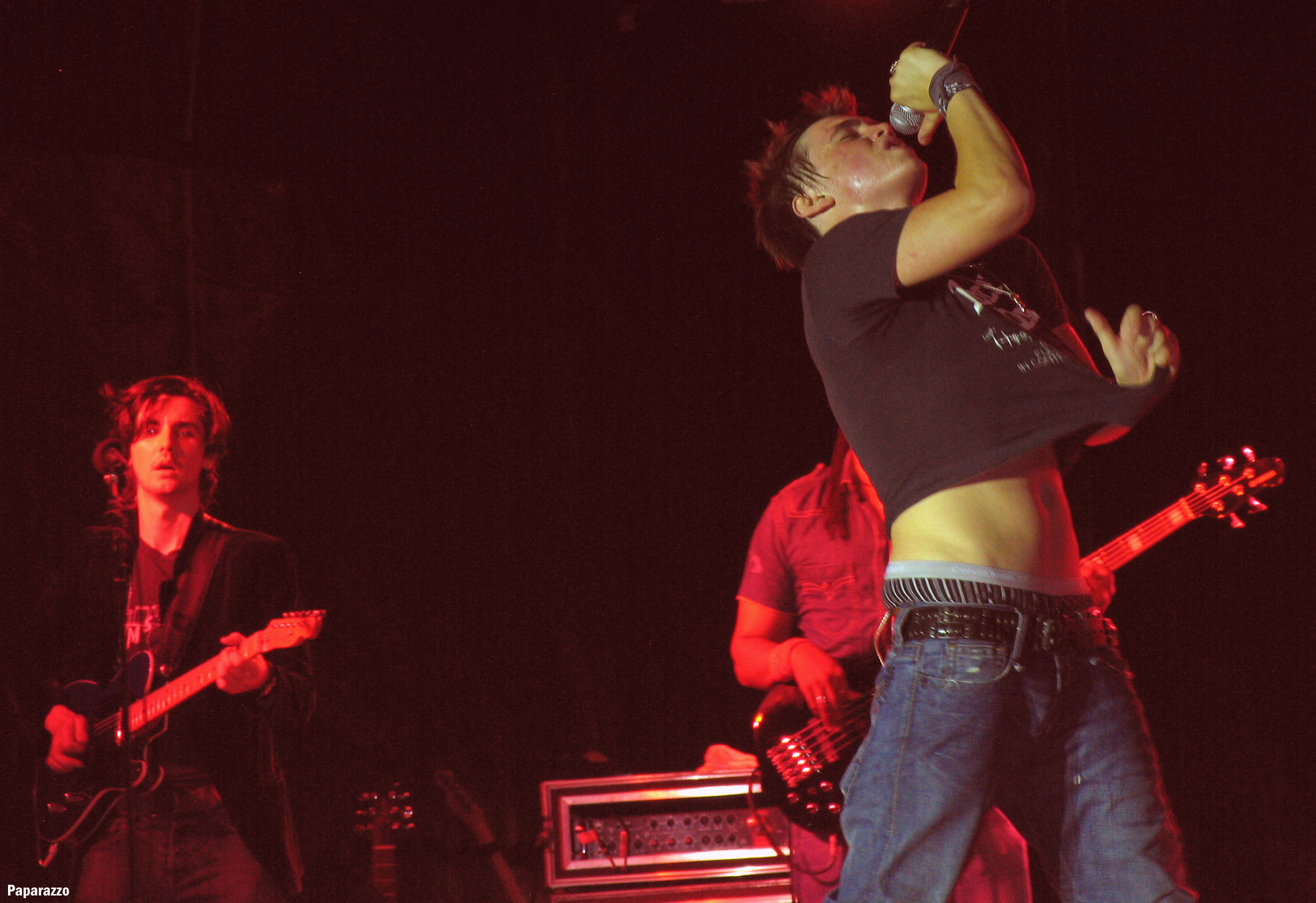
Foto de Jesse McCartney's en concierto el 5 de agosto de 2006 en Baton Rouge, Louisiana.

Debutó como actor en 1998 en la obra "The King And Me", representada en Broadway. A la edad de 11 años audicionó para el papel del niño de Sexto Sentido, pero no fue elegido para el papel. En 1998, fue elegido para la serie de la ABC, All My Children. Sus habilidades interpretativas en dicha serie fueron reconocidas por varias organizaciones. Fue nominado para un Premio Emmy en el 2001 y en el 2002 como mejor actor joven. Desde entonces, realizó episodios de diferentes series y papeles secundarios en dos películas en las que formó parte del elenco de Los piratas del Central Park y de Pizza. También protagonizó la película independiente Keith, dirigida por Todd Kessler.

## Carrera musical

### Principios
Su primer paso musical fue cuando se integró al grupo Sugar Beats y con ello su primera nominación a los premios Grammy. Cuando Jesse cumplió 12 años, fue elegido entre 2000 chicos para formar parte del grupo Dream Street. Durante 3 años y medio, Jesse formó parte de este grupo junto a otros cuatro chicos. Su álbum debut alcanzó el puesto #37 en el Billboard 200 y el #1 en Billboard Top Independent Albums, consiguiendo el disco de oro. Con este grupo, Jesse tuvo la oportunidad de participar en su primera gira con Britney Spears y Aaron Carter y las canciones del grupo aparecieron en las bandas sonoras de algunas películas como Pokemon 2000 y El pequeño vampiro. Al separarse del grupo, un par de años más tarde, se reunió con el productor de su antigua banda Sugar Beats, y juntos formaron la nueva productora Jump Ahead Productions.

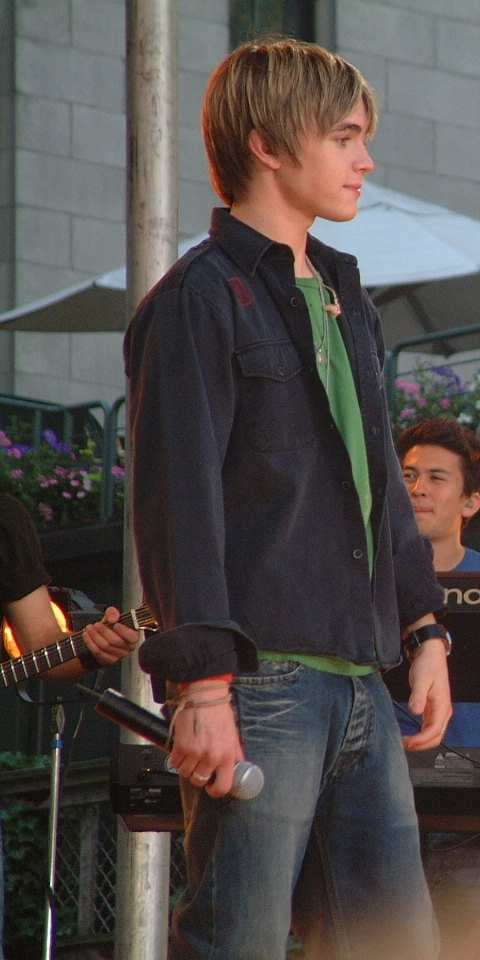
Jesse McCartney en Bryant Park el 24 de junio de 2005

### Solista
En el 2004, grabó su primer álbum como solista: Beautiful Soul, siendo disco de platino en Estados Unidos. En el 2006, publicó otro disco llamado Right Where You Want Me, lanzado el 19 de septiembre. Después, el 20 de mayo de 2008 lanzó su tercer disco, Departure, en él cambia su estilo de música. Compone la canción "Bleeding Love" con la ayuda del grupo One Republic, canción grabada por Leona Lewis. En febrero del 2009, confirmó que iba a reeditar el álbum Departure, incluyendo 4 canciones nuevas; el álbum tomó el nombre de Departure: Recharged, el cual salió a la venta el 7 de abril del mismo año. Se fue de gira con los New Kids On The Block durante todo el verano para promocionar el nuevo álbum.

### Beautiful Soul(2004 – 2005)
Su primer álbum, Beautiful Soul, fue lanzado el 28 de septiembre de 2004, alcanzó el #15 en el Billboard 200. Su sencillo debut, "Beautiful Soul", alcanzó el #16 en el Billboard Hot 100 y el #5 en Pop 100. Fue certificado disco de oro en Estados Unidos el 29 de marzo de 2005, y disco de platino en Australia el mismo año. El segundo sencillo, "She's No You", alcanzó el #91 en el Billboard Hot 100 y el #41 en Pop 100. Fue incluido en la primera banda sonora de Hannah Montana.
El álbum ha vendido más de 1.5 millones de copias en el mundo y fue certificado disco de platino en Estados Unidos el 10 de marzo de 2005.

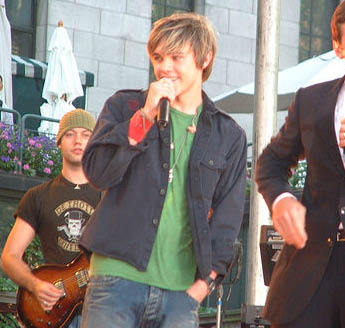
Jesse McCartney en concierto

#### Beautiful Soul Tour
Su primer tour de solo, Beautiful Soul Tour (abierto por el cantante/compositor y la actriz Brie Larson), comenzó el 2 de mayo de 2005 en el Crest Theatre en Sacramento, California. La parte de los Estados Unidos del tour atravesó 56 paradas, terminando el 10 de septiembre de 2005 en la Madera District County Fair en Madera, California. 
En otoño del 2005, McCartney viajó a Australia, y abrió para los Backstreet Boys en Europa el verano del mismo año. El 9 de julio, apareció en Paramount's Great America en Santa Clara, California, fue registrado como un CD en vivo y lanzado en noviembre de 2005.

### Right Where You Want Me(2006 – 2007)
Su segundo álbum, Right Where You Want Me, fue lanzado el 19 de septiembre de 2006, posicionándose en el #14 en el Billboard 200. El primer sencillo se llama "Right Where You Want Me", este alcanzó el #33 en Billboard Hot 100 y el #26 en Pop 100.
El segundo sencillo fue "Just So You Know", recibiendo el puesto #8 en Italia. El tercer sencillo del álbum se llamó "Just Go", pero fue lanzado sólo en Italia. Aunque como declarado por su mánager que él no se iría de gira, debido a la carencia de apoyo de su empresa de registro, McCartney de todos modos realizó varias muestras en Italia y también en los Estados Unidos. El álbum ha vendido más de 655,840 copias en el mundo.

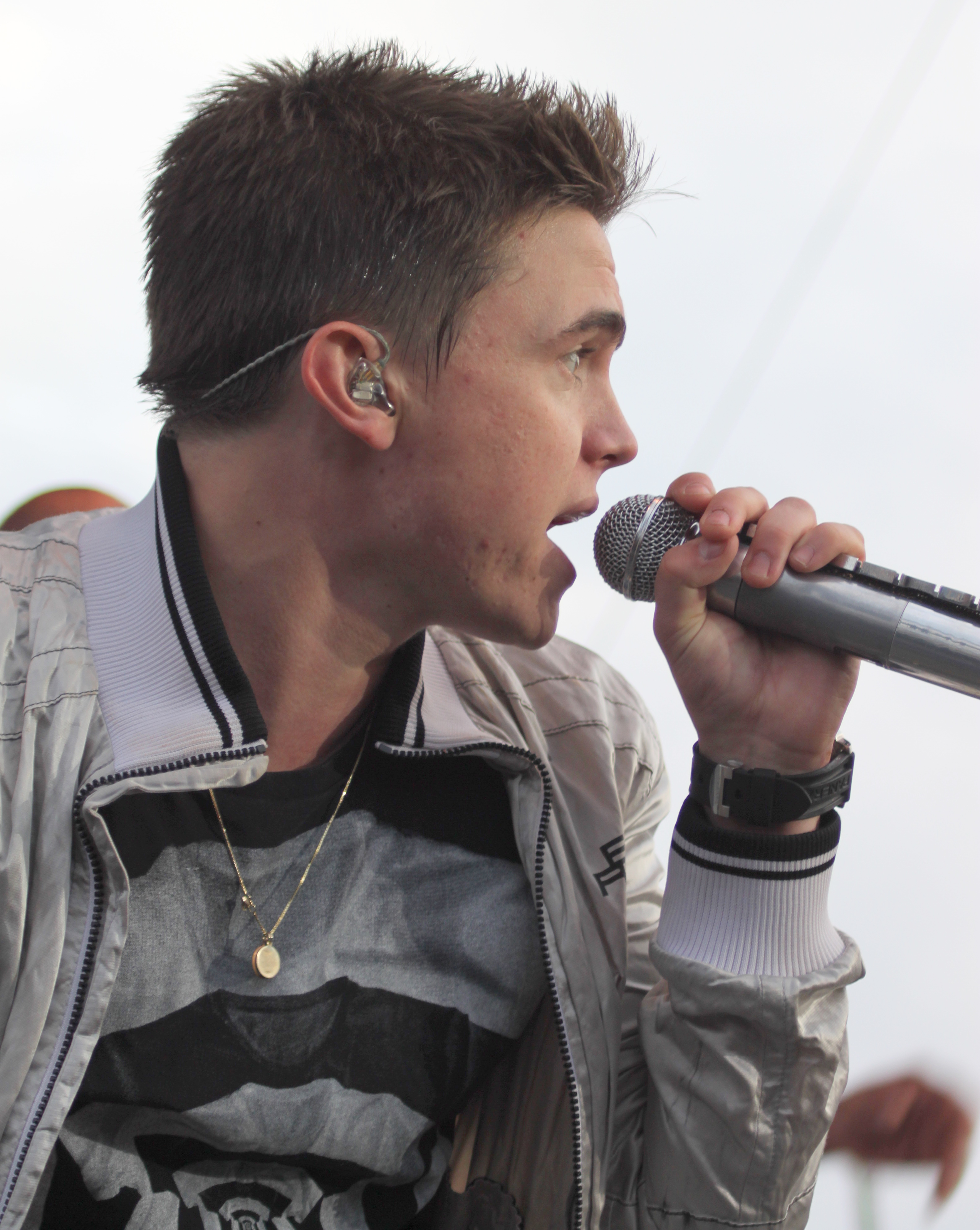
McCartney en el 2009

### Departure(2008 - 2009)
Después de un año y medio, fue confirmado por su managger que McCartney ha terminado la grabación para su tercer álbum Departure. El álbum fue lanzado el 20 de mayo de 2008 en los Estados Unidos y Canadá, alcanzando el #14 en el Billboard 200. McCartney promocionó Departure en un tour con Jordin Sparks, que comenzó en agosto de 2008 y acabó en septiembre. Este disco ha vendido 260 mil copias en los Estados Unidos a partir de febrero de 2009, y más de 314,380 en el mundo.
El primer sencillo fue "Leavin'", que llegó a ocupar el #10 en el Billboard Hot 100 y el #1 en Pop 100, llegando a ser disco de platino el 20 de agosto de 2008.
El segundo sencillo, "It's Over", llegó al #62 en el Billboard Hot 100 y al #31 en Pop 100.

#### Departure: Recharged
Departure: Recharged es la edición especial de Departure, salió a la venta el 7 de abril de 2009. El álbum tiene 4 canciones nuevas: "Body Language", "Oxygen", "Crash & Burn", e "In My Veins". En el álbum también salió el remix oficial de "How Do You Sleep?", con el rapero/actor Ludacris.
El tercer sencillo, "How Do You Sleep?", a dúo con Ludacris, alcanzó el #26 en el Billboard Hot 100 y el #7 en Pop 100. "Body Language" fue la última canción que McCartney promocionó. El remix fue lanzado al internet en septiembre del 2009, a dúo con T-Pain, alcanzando el #35 en el Billboard Hot 100. Para promocionar la canción realizó un tour con los New Kids on the Block, en el cual tuvieron 40 paradas por EE. UU. y Canadá.

### Have It All, EP y In Technicolor(2010 - presente)
McCartney confirmó el 10 de octubre de 2009, que estaría entrando al estudio a finales de noviembre o diciembre del 2009 para comenzar a grabar su cuarto álbum. También comentó que tendrá un sonido parecido a Departure, pero será más con un estilo R&B.
El 10 de agosto de 2010, McCartney anunció a través de su cuenta en Twitter que acaba de terminar la grabación y producción de su cuarto álbum. El primer sencillo a promocionar fue "Shake", lanzado en las radios en el mes de septiembre y estrenado oficialmente el 6 de septiembre de 2010 en el canal de Hollywood Records en YouTube, y lanzado digitalmente el 21 del mismo mes. Debutó en el #90 del Billboard Hot 100.
El 6 de mayo de 2012, la madre de McCartney dijo en su cuenta Twitter que la sustitución del presidente de su sello discográfico, Hollywood Records en enero de 2012, estaba retrasando el lanzamiento de su álbum.
El 12 de agosto de 2013, durante una transmisión en vivo en el estudio Kiss 108 Boston, McCartney anunció que su nuevo sencillo de su EP estaría disponible en iTunes al día siguiente. Ese mismo día, McCartney prometió lanzar su nuevo sencillo si la portada del mismo llegaba a los 50,000 likes en Facebook, llegando a más de 35,000 el actor y cantante lanzó su nueva canción, que es la introducción a un EP, tras la cancelación de su cuarto álbum (Have It All) en el 2010.
El 13 de agosto de 2013, McCartney lanzó la canción "Back Together" bajo el sello discográfico de Eight0Eight Records, siendo esta el primer sencillo de su nuevo EP, In Technicolor, Part 1, el cual fue lanzado el 10 de diciembre del mismo año.
En mayo de 2014, McCartney lanzó el primer sencillo a promocionar, Superbad, de su cuarto álbum de estudio In Technicolor, siendo este lanzado oficialmente el 22 de julio del mismo año. Debutó en el #35 en la lista Billboard 200, vendiendo más de 7,860 copias en su primera semana.
Dos años después, en mayo de 2016, McCartney y Mia Martina fueron anunciados como nuevo jurado de la tercera temporada de la versión canadiense de The X Factor reemplazando a Shawn Desman y Nadine Coyle, respectivamente. La temporada se emitió de septiembre a diciembre del 2016. McCartney fue mentor de la categoría Chicas, la cual la cantante Lennon Stella llegó en el cuarto lugar del concurso. En el 2017, McCartney anunció que no iba a regresar a la cuarta temporada de The X Factor dado a una agenda apretada en su vida profesional y personal. El roquero estadounidense Nick Hexum de la banda 311 tomó su puesto.

### Compositor
En otoño del 2007, McCartney coescribió la canción "Bleeding Love" para la cantante británica Leona Lewis, Spirit. La canción estuvo nominada para la Canción del Año en los Grammy Awards de 2009. McCartney grabó su propia versión, que fue lanzada en algunas ediciones de su álbum Departure.
La canción tuvo éxito en todo el mundo y le dio a McCartney éxito como escritor. También le dio a McCartney muchas ofertas de directores y cantantes. Simon Cowell le pidió volver al estudio con Tedder para escribir canciones para American Idol. La acompañante del tour de McCartney en el 2008, ganadora de la sexta temporada de American Idol Jordin Sparks, se acercó a él para escribir material para ella. También coescribió para Vanessa Hudgens la canción "Don't Leave" con Antonina Armato y Tim James; coescribió "The Wave" con Makeba Riddick para Toni Braxton en su álbum Pulse.

## Filantropía
En el 2005, McCartney participó en el sencillo caritativo "Come Together Now", para beneficiar a las víctimas del terremoto del océano Índico en el 2004, y el Huracán Katrina en el 2005.
Más tarde, McCartney firmó como partidario oficial de Little Kids Rocks, una organización sin fines de lucro que proporciona gratuitamente instrumentos musicales y enseñanza a niños desatendidos en las escuelas públicas de todo Estados Unidos. 
Está involucrado en la caridad SPACE, que fue cofundada por un amigo de la infancia de su madre. McCartney apareció en el concierto de Hope Rocks en 2005 para beneficio de City of Hope Cancer. Apareció en Concert for Hope el 25 de octubre de 2009, con estrellas de Disney como Miley Cyrus y Demi Lovato.

## Filmografía
| Televisión  | Televisión                               | Televisión                                   | Televisión                                 |       |
| Año         | Título                                   | Rol                                          | Notas                                      |       |
| ----------- | ---------------------------------------- | -------------------------------------------- | ------------------------------------------ | ----- |
| 1998-2001   | All My Children                          | Adam Sunshine / Junior / J. R. Chandler, Jr. | 8 episodios                                |       |
| 2000        | Law & Order                              | Danny Driscoll                               | Episodio "Thin Ice"                        |       |
| 2002        | The Strange Legacy of Cameron Cruz       | Cameron Cruz                                 | Protagonista                               |       |
| 2004        | What I Like About You                    | Él mismo                                     | Episodio "The Not-So Simple Life"          |       |
| 2004-2005   | Summerland                               | Bradin Westerly                              | Coprotagonista                             |       |
| 2005        | Zack y Cody: Gemelos en acción           | Él mismo                                     | Episodio "Rock Star in the House"          |       |
| 2005        | Punk'd                                   | Él mismo                                     | Temporada 5, episodios 3 y 5               |       |
| 2006        | All My Children                          | Él mismo                                     |                                            |       |
| 2007        | Hannah Montana                           | Él mismo                                     | Episodio "When You Wish You Were the Star" |       |
| 2007        | Extreme Makeover: Home Edition           | Él mismo                                     | Episodio "The Gilyeat Family"              |       |
| 2008        | Law & Order: Special Victims Unit        | Max Matarazzo                                | Episodio "Babes"                           |       |
| 2008        | Dancing with the Stars                   | Él mismo                                     |                                            |       |
| 2008        | Dance on Sunset                          | Él mismo                                     | Reality Show                               |       |
| 2009        | Greek                                    | Andy                                         | 6 episodios                                |       |
| 2010-2013   | Young Justice                            | Dick Grayson / Robin / Nightwing             | Voz, 41 episodios                          |       |
| 2012        | C.S.I.                                   | Wes Clyborn                                  | 1 episodio                                 |       |
| 2014        | Young & Hungry                           | Cooper Finley                                | 3 episodios                                |       |
| 2016        | The X Factor Canada                      | Juez y mentor                                | 3.ª temporada                              |       |
| 2016        | Películas                                |                                              |                                            |       |
| Año         | Título                                   | Rol                                          | Notas                                      |       |
| 2001        | The Pirates of Central Park              | Simon Baskin                                 |                                            |       |
| 2005        | Pizza                                    | Justin                                       |                                            |       |
| 2007        | Alvin y las ardillas                     | Theodore                                     | Voz                                        |       |
| 2008        | Dr. Seuss' Horton Hears a Who!           | JoJo                                         | Voz                                        |       |
| 2008        | Unstable Fables: 3 Pigs and a Baby       | Lucky                                        | Voz                                        |       |
| 2008        | Keith                                    | Keith Zetterstrom                            | Protagonista                               |       |
| 2008        | Tinker Bell                              | Terrence                                     | Voz                                        |       |
| 2009        | Tinker Bell y el Tesoro Perdido          | Terrence                                     | Voz                                        |       |
| 2009        | Alvin y las ardillas 2                   | Theodore                                     | Voz                                        |       |
| 2010        | Beware The Gonzo                         | Gavin Reilly                                 |                                            |       |
| 2010        | Tinker Bell: Hadas al Rescate            | Terence                                      | Voz                                        |       |
| 2010        | The Clockwork Girl                       | Huxley                                       |                                            |       |
| 2011        | Alvin y las ardillas 3                   | Theodore                                     |                                            |       |
| 2011        | Locke & Key                              | Tyler Locke                                  | Filmando                                   |       |
| 2011        | Tinker Bell y los Juegos de Pixie Hollow | Terence                                      |                                            |       |
| 2012        | Tinker Bell y el Secreto de las Hadas    | Terence                                      |                                            |       |
| 2012        | Terror en Chernóbil                      | Chris                                        | Protagonista                               |       |
| 2016        | Alvin and the Chipmunks: The Road Chip   | Theodore                                     | Voz                                        |       |
| Videojuegos |                                          |                                              | Voz                                        |       |
| Año         | Título                                   | Rol                                          | Voz                                        | Notas |
| 2006        | Kingdom Hearts II                        | Roxas                                        | Voz de videojuego                          |       |
| 2008        | The Hardy Boys: The Hidden Theft         | Frank Hardy                                  | Voz de videojuego                          |       |
| 2009        | Kingdom Hearts 358/2 Days                | Roxas                                        | Voz de videojuego                          |       |
| 2010        | Kingdom Hearts Birth by Sleep            | Ventus                                       | Voz de videojuego                          |       |
| 2012        | Kingdom Hearts 3D: Dream Drop Distance   | Roxas / Ventus                               | Voz de videojuego                          |       |
| 2013        | Young Justice: Legacy                    | Dick Grayson / Nightwing                     | Voz de videojuego                          |       |
| 2019        | Kingdom Hearts III                       | Roxas / Ventus                               |                                            |       |

2020 fear the walking dead Reed

## Discografía
| Álbumes de estudio - 2004: Beautiful Soul - 2006: Right Where You Want Me - 2008: Departure - 2014: In Technicolor - 2021: New Stage EP - 2003: JMac - 2005: Off The Record - 2008: Leavin' (Remixed) - 2008: Leavin' - 2009: It's Over - 2013: In Technicolor, Part 1 | DVD y álbumes en vivo - 2005: Bloomingdale Mall - 2005: Up Close - 2005: Live: The Beautiful Soul Tour - 2005: She's No You - 2009: Live At the House of Blues, Sunset Strip Recopilatorios - 2005: Disney Artist Karaoke Series: Jesse McCartney - 2007: Beautiful Soul/Right Where You Want Me |

## Tours
- 2004/2005: Beautiful Soul Tour
- 2005: Backstreet Boys: Never Gone Tour
- 2006/2007: Right Where You Want Me Tour
- 2008: Departure Mini-Tour
- 2008: Jesse & Jordin LIVE Tour
- 2009: Headlining Tour
- 2009: New Kids on the Block: Live
- 2013: Backstreet Boys: In A World Like This Tour
- 2014: In Technicolor Tour

## Premios y nominaciones
1998
- Nominado: Grammy Award - Mejor álbum infantil (How Sweet It Is)

2000
- Nominado: Young Artist Awards - Mejor actuación en una serie - Actor joven (All My Children)[34]

2001
- Ganó: Young Artist Award - Mejor actuación en una serie de TV durante el día - Actor joven (All My Children)[34]
- Nominado: Soap Opera Digest Award - Mejor actor infantil (All My Children)[34]
- Nominado: Daytime Emmy - Mejor actor joven en una seria de drama (All My Children)[34]

2002
- Ganó: Young Artist Award - Mejor actuación en una serie de drama - Actor joven secundario (All My Children)[34]
- Nominado: Daytime Emmy - Mejor actor joven en una seria de drama (All My Children)[34]

2005
- Ganó: Teen Choice Awards - Mejor actor crossover
- Ganó: Teen Choice Awards - Mejor actor de TV: Drama (Summerland)[34]
- Nominado: Young Artist Awards - Mejor actuación en una serie de TV (Comedia o Drama) - Principal actor joven (Summerland)[34]
- Nominado: Teen Choice Awards - Mejor actor de TV: Drama (Summerland)
- Nominado: MTV Video Music Awards - Mejor video pop (Beautiful Soul)
- Ganó: Radio Disney Music Awards - Mejor canción para repetir
- Nominado: American Music Awards - Mejor artista nuevo
- Ganó: Radio Disney Music Awards - Mejor canción karaoke
- Ganó: Radio Disney Music Awards - Mejor cantante masculino

2006
- Ganó: Kids Choice Awards - Cantante masculino favorito
- Ganó: TRL Awards Italia - Best "Tear" Award

2007
- Nominado: Kids Choice Awards Italia - Mejor artista internacional
- Nominado: TRL Awards Italia - Mejor cantante masculino
- Nominado: TRL Awards Italia - Mejor video (Just So You Know)
- Nominado: Kids Choice Awards - Cantante masculino favorito
- Ganó: Radio Disney Music Awards - Mejor cantante masculino

2008
- Nominado: TRL Awards Italia - Hombre del año
- Nominado: Teen Choice Awards - Mejor artista masculino
- Nominado: Teen Choice Awards - Mejor canción de verano (Leavin')
- Nominado: Teen Choice Awards - Artista con más fanes
- Ganó: Kids Choice Awards - Cantante masculino favorito
- Ganó: Kids Choice Awards - Película favorita (Alvin and the Chipmunks)[35]
- Nominado: Young Artist Awards - Mejor película familiar (Fantasía o Musical) (Alvin and the Chipmunks)[35]

2009
- Ganó: Hottest Make Actor Awards - Summerland
- Ganó: Kids Choice Awards Award - Cantante masculino favorito
- Nominado: 51° Grammy Awards - Grabación del año (Bleeding Love)
- Nominado: TRL Awards Italia - Hombre del año
- Nominado: Teen Choice Awards - Canción de amor (How Do You Sleep?)

2010
- Ganó: Kids Choice Awards - Mejor película (Alvin and the Chipmunks: The Sequel)
- Ganó: Premio Giffoni[34]

2012
- Nominado: Teen Choice Awards - Mejor voz de película (Alvin y las ardillas 3)[34]